# Savoia-Soissons
Savoia-Carignano-Soissons, o semplicemente Savoia-Soissons, è stato un ramo cadetto dei Savoia-Carignano.

## Storia
Derivarono dal ramo dei Savoia-Carignano, il cui capostipite Tommaso Francesco di Savoia, principe di Carignano (figlio di Carlo Emanuele I di Savoia) sposò nel 1625 Maria di Borbone-Soissons. Il ramo secondario ebbe inizio con il loro figlio Eugenio Maurizio di Savoia-Soissons, che ottenne il titolo di conte di Soissons dalla madre, della quale era il preferito. Il membro più illustre dei Savoia-Soissons fu il principe Eugenio di Savoia-Soissons (1663–1736), figlio di Eugenio Maurizio e di Olimpia Mancini, famoso condottiero e diplomatico.
Nel 1662 questo ramo ottenne in feudo la cittadina di Yvoy, appena conquistata dalla Francia ai danni dei Paesi Bassi spagnoli e ribattezzata Carignan in loro onore come Duchi di Carignan.
Il ramo si estinse nel 1734 con Eugenio Giovanni Francesco.

## Tavola genealogica
|                                                                  |                                                        |                   |                   |
|                                                                  | · Principi di Carignano                                |                   |                   |
|                                                                  |                                                        |                   |                   |
|                                                                  |                                                        |                   |                   |
|                                                                  | Eugenio Maurizio 1635-1673 Conte di Soissons 1656-1673 |                   |                   |
|                                                                  |                                                        |                   |                   |
|                                                                  |                                                        |                   |                   |
| Luigi Tommaso 1657-1702 Conte di Soissons 1673-1702              | Luigi Tommaso 1657-1702 Conte di Soissons 1673-1702    | Eugenio 1663-1736 | Eugenio 1663-1736 |
|                                                                  |                                                        |                   |                   |
|                                                                  |                                                        |                   |                   |
| Emanuele Tommaso 1687-1729 Conte di Soissons 1702-1729           |                                                        |                   |                   |
|                                                                  |                                                        |                   |                   |
|                                                                  |                                                        |                   |                   |
| Eugenio Giovanni Francesco 1714-1734 Conte di Soissons 1729-1734 |                                                        |                   |                   |